# Mesosa biplagiata
Mesosa biplagiata är en skalbaggsart som först beskrevs av Stefan von Breuning 1935.  Mesosa biplagiata ingår i släktet Mesosa och familjen långhorningar. Inga underarter finns listade i Catalogue of Life.